# Референдум у Ліхтенштейні (1926)
7 лютого 1926 року в Ліхтенштейні було проведено референдум про страхування від вогню. Виборцям було поставлено запитання, чи потрібно заснувати систему державного страхування від вогню. Пропозиція відхилили 65,8 % виборців.

## Результат референдуму
| Варіант                  | Голосів | %    |
| ------------------------ | ------- | ---- |
| За                       | 663     | 34,2 |
| Проти                    | 1276    | 65,8 |
| Недійсних бюлетенів      | 51      | —    |
| Усього                   | 1990    | 100  |
| Число виборців/явка      | 2232    | 89,2 |
| Джерело: Nohlen & Stöver |         |      |